# Robert Hagan
Robert Hagan (né le 10 mai 1947 à Murwillumbah dans la Nouvelle-Galles du Sud) en Australie, est une personnalité médiatique de télévision, un auteur, un producteur et un peintre impressionniste australien. 
Il est notamment connu pour son émission de télévision Splash of Color sur les chaînes de télévision Discovery HD (en) et Discovery. Celle-ci est une série d'aventures touristico-artistiques autour du monde où Robert Hagan se met en scène et peint des paysages ou des moments de vie sur les lieux visités.

## Jeunesse
Robert Hagan est le troisième enfant d'une famille de quatre enfants. Il passe son enfance dans la région de Tweed River en explorant les forêts tropicales humides et en observant les serpents qui se baignent au soleil. Il termine ses études secondaires à Murwillumbah en 1965. Il est diplômé en économie de l'Université de Newcastle en 1969 et obtient des qualifications en matière d'éducation. Pendant ses années universitaires, il publie de façon intermittente quelques œuvres dans le journal de l'université. Il s'installe à Sydney en 1970, ville où il commence à exposer des œuvres en noir et blanc dans des galeries de Woollahra, New South Wales (en). Lors d'une exposition à la Holdsworth Gallery de Sydney avec deux de ses frères, le journal The Sun-Herald (en) les qualifie de « Beatles du pinceau ».

## Peinture
Robert Hagan est un peintre impressionniste autodidacte. Il se spécialise dans des scènes de la vie quotidienne en y apportant une vision romantique, pacifique et pleine de bonheur grâce à une explosion permanente de couleurs. Il utilise une palette variée de peintures à l'huile pour jouer avec la lumière et rendre la peinture très vivante. Il est connu pour ses sujets montrant des scènes de western américain ou australien, et d'aventure dans des paysages sauvages (chevaux sauvages, cow-boys, oiseaux de la forêt tropicale), ses peintures romantiques (femmes et enfants au bord de l'eau, animaux, enfants pêchant sur la plage avec leur père), ses portraits et ses marines (voiliers).

## Télévision
Robert Hagan est le concepteur, le producteur exécutif et le principal protagoniste de la série en 10 parties d'aventures télévisées touristico-artistiques Splash of Color à partir de 2010 sur Discovery HD, et diffusés internationalement et dans plusieurs langues. La production a commencé en 2007 et s'est achevée en 2010 avec des voyages aux États-Unis notamment à La Nouvelle-Orléans, à Fort Worth et au Parc national de Yosemite, tandis que les épisodes des Philippines incluaient Puerto Princesa et Banaue. Quatre épisodes ont été filmés en Thaïlande, à Bangkok, Pattaya, Chonburi et Chiang Mai.
Les séries ont été diffusées en Australie, à Singapour, en Malaisie, à Taiwan, en Corée du Sud, en Indonésie, en Pologne, au Brésil, en Inde et en Argentine.
Des épisodes ont été sélectionnés pour une diffusion sur des vols aériens internationaux.

## Publications
Robert Hagan a publié plusieurs livres sur ses sujets de prédilection :
- Paintings of Australia (1987)
- Images of Australia (1993)
- Romantic Oil Painting Made Easy (1995)
- Painting Cowboys and the Old West (1997)
- Cherished Moments (1999)
- Nostalgic Oil Painting Made Easy (2003)
- My Australia (2004).

## DVD et vidéos
Robert Hagan a produit 5 DVD pédagogiques sur la peinture. Il se met en scène en train de peindre ses tableaux, dans un but de pédagogie de création artistique. Parfois, ses vidéos passées en accéléré montrent en quelques minutes comment il peint des tableaux complets (speed painting),.
- Billy and Buddy at the Beach[15]
- Country Cousins[16]
- Cattle Drive[17]
- Mountain Men[18]
- Bathing Elephants